# Garfield und seine Freunde
Garfield und seine Freunde (Originaltitel: Garfield and Friends) ist eine US-amerikanische Zeichentrickserie, die von 1988 bis 1994 produziert wurde. Sie basiert auf dem Comic Garfield von Jim Davis.

## Inhalt
Jede Folge besteht aus zwei Garfield-Geschichten sowie aus einer Folge von Orson’s Farm (im Original zunächst U.S. Acres), einer weiteren Comicserie von Jim Davis. Außerdem werden sogenannte Quickies eingespielt, deren Zahl variiert: Gab es anfangs jeweils noch drei Kurzgeschichten pro Folge (davon zwei über Garfield und eine über Orson’s Farm), ist es ab der dritten Staffel nur noch eine. Außerdem hat Binky der Clown, der im Comic nur eine untergeordnete Rolle spielt, in der Serie seinen eigenen Quickie namens Gelächter mit Binky (Screaming with Binky). 

## Figuren

### Figuren in Garfield
Die meisten Figuren in Garfield waren bereits vorher durch den Comic bekannt (nähere Informationen dazu hier). Eine der Ausnahmen ist Garfields Freundin Penelope, die in der Serie den Platz von Arlene einnimmt.

### Figuren in Orson’s Farm
- Orson ist ein freundliches und kluges Schwein. Er liest gerne Bücher und nimmt auf der Farm aufgrund seiner Klugheit die Chefrolle ein.
- Roy ist ein extrem ich-bezogener Hahn, der es liebt, die anderen Farmbewohner mit seinen Streichen hereinzulegen.
- Wade ist eine Ente. Er hat vor so ziemlich allem Angst, was es gibt, und trägt immer einen Schwimmring. Dabei bewegt sich der Kopf des Schwimmrings immer so, wie es Wades Kopf auch tut.
- Bo ist ein meist fröhliches Schaf mit einer positiven Einstellung.
- Lanolin ist Bos Schwester. Die meiste Zeit ist sie schlecht gelaunt und streitet sich mit ihrem Bruder. Sie scheint heimlich in Orson verliebt zu sein.
- Booker ist ein kleines Küken. Es bekam seinen Namen aufgrund von Orsons Vorliebe für Bücher und ist immer auf der Jagd nach einem namenlosen Wurm.
- Sheldon ist Bookers Bruder. Im Gegensatz zu Booker hat er es allerdings noch nicht geschafft, vollständig auszuschlüpfen; lediglich seine Beine sind zu sehen. Sheldon scheint alle möglichen Dinge in seiner Schale zu haben.
- Mort, Gort und Wart sind Orsons große Brüder, die immer wieder versuchen, Gemüse von der Farm zu stehlen. Ihre Rolle in der Serie ist wesentlich größer als im Comic, in dem sie namenlos nur in den früheren Strips auftreten und später nicht mehr auftauchen.
- Das Wiesel versucht immer wieder vergeblich die Hühner der Farm zu stehlen. Es ist ein eigens für die Fernsehserie erfundener Charakter und kommt nicht in den Zeitungsstrips vor.
- Der Fuchs ist ein weiterer Antagonist, jedoch um einiges gerissener als das Wiesel und intelligenter als Orsons Brüder. Er versucht mit Vorliebe Sheldon zu einem Omelett zu verarbeiten. Allerdings scheitern auch seine Versuche immer wieder. Wie das Wiesel, tritt auch der Fuchs nur in der Fernsehserie auf.

## Synchronisation
| Rolle            | Englischer Sprecher | Deutscher Sprecher                                                                            |
| ---------------- | ------------------- | --------------------------------------------------------------------------------------------- |
| Garfield         | Lorenzo Music       | Andreas Mannkopff                                                                             |
| Odie             | Gregg Berger        |                                                                                               |
| Orson            | Gregg Berger        | Klaus Sonnenschein (1. Stimme), Bernd Eichner (2. Stimme)                                     |
| Jon Arbuckle     | Thom Huge           | Mathias Einert                                                                                |
| Roy, der Hahn    | Thom Huge           | Celso Adrian (Staffel 1 bis Mitte Staffel 3), Wilfried Herbst (Mitte Staffel 3 bis Staffel 7) |
| Binky, der Clown | Thom Huge           | Gerd Duwner                                                                                   |
| Dr. Liz Wilson   | Julie Payne         | Marianne Lutz                                                                                 |
| Lanolin          | Julie Payne         | Edith Hancke                                                                                  |
| Wade Duck        | Howard Morris       | Erwin Schastok                                                                                |
| Wart             | Howard Morris       |                                                                                               |
| Bo               | Frank Welker        | Eberhard Prüter                                                                               |
| Mort             | Frank Welker        | Heinz-Theo Branding                                                                           |
| Booker           | Frank Welker        | Janina Richter                                                                                |
| Sheldon          | Frank Welker        | Santiago Ziesmer (1. Stimme)                                                                  |
| Nermal           | Desirée Goyette     | Philine Peters-Arnolds                                                                        |
| Penelope         | Victoria Jackson    |                                                                                               |
| Ansager          | Gary Owens          |                                                                                               |

Als Gastsprecher waren unter anderem Paul Winchell, Don Knotts sowie der frühere Boxweltmeister George Foreman zu hören.

## Auszeichnungen
1989 gewann die Serie den Young Artist Award in der Kategorie Best Animation Series.

## DVD
In den USA sind alle Folgen zwischen Juli 2004 und Dezember 2005 in insgesamt fünf DVD-Boxen erschienen. In Deutschland sind die ersten 24 Folgen in einer DVD-Box sowie auf 3 Einzel-DVDs erhältlich.